# Pierre Dupong
Pierre Dupong (1. listopad 1885 Heisdorf – 23. prosinec 1953 Luxembourg) byl lucemburský politik. V letech 1937-1953, tedy šestnáct let v kuse, byl premiérem Lucemburska, přičemž část tohoto období vedl lucemburskou exilovou vládu w Montrealu, po německé okupaci v roce 1940. Krom premiérské funkce často souběžně zastával i jiné, v letech 1937–1947 a 1948–1951 byl ministrem obrany, v letech 1926–1953 ministrem financí, 1936-1937 ministr práce a sociálních věcí. V roce 1944 byl zakladatelem a klíčovou osobností Křesťanskosociální lidové strany (Chrëschtlech Sozial Vollekspartei), rozhodující síly lucemburského politického systému. Již v roce 1914 patřil rovněž k zakladatelům jejího předchůdce Strany práva (Rietspartei). Zasadil se o účast lucemburských vojáků v Korejské válce, v rámci belgického kontingentu.